# Schimmelpenninck

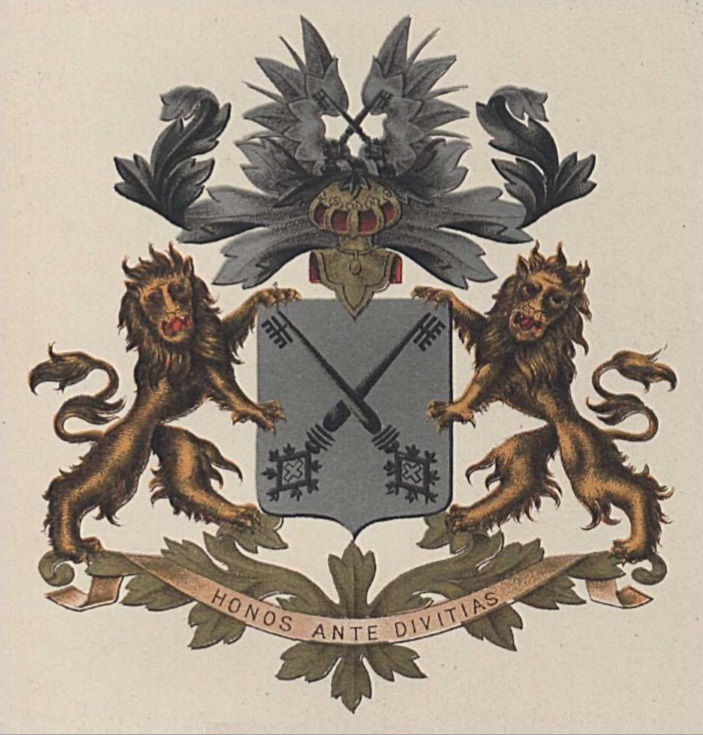
Familiewapen

Schimmelpenninck is een Nederlands geslacht dat oorspronkelijk uit de stad Zutphen komt en waarvan een tak sinds 1834 tot de Nederlandse adel behoort en een andere in 1910 werd opgenomen in het Nederland's Patriciaat.
De lijfspreuk van het geslacht, die ook op het familiewapen staat vermeld, betekent Eer boven rijkdom.

## Geschiedenis
De stamreeks begint met Johan Jacobsz. Schimmelpenninck († 1573), wijnkoper te Zutphen, een natuurlijke zoon van Jacob Johansz. Schimmelpenninck († 1538) die op zijn beurt een kleinzoon was van Jacob Schimmelpenninck en Jutte Iseren, stamouders van het adellijke geslacht Schimmelpenninck van der Oye. Nakomelingen van hem bleven in Zutphen en waren daar rentmeester, goudsmid of linnenwever.
Met mr. Rutger Jan Schimmelpenninck (1761-1825) begon de opkomst van dit geslacht in hoge ambtelijke functies. Diens zoon Gerrit Schimmelpenninck (1794-1863) werd voorzitter van de raad van ministers en werd in 1834 in de adelstand verheven.
Een broer van Rutger Jan Schimmelpenninck (1761-1825), namelijk Willem Schimmelpenninck (1765-1837) werd de stamvader van de patriciaatstak die in 1910 in het genealogische naslagwerk Nederland's Patriciaat werd opgenomen.
Vele leden van de familie, dan wel aangetrouwden, vervulden (hoge) functies in dienst van het koninklijk huis. Daarnaast waren zij werkzaam in de diplomatieke dienst of bestuurder op lokaal, provinciaal of landelijk niveau.

### Bezittingen
De adellijke tak van het geslacht verwierf bezittingen in en rond Diepenheim, waaronder Huis Nijenhuis, Huis Westerflier, Huis Peckedam en Huis Diepenheim. Dat laatste werd verworven in de 19e eeuw en werd verkocht in de 20e eeuw. Nijenhuis en Peckedam zijn vanaf 1799 in haar bezit; Westerflier vanaf 1854.

### Adelsbesluiten
Bij algemeen (Frans) besluit werd Rutger Jan Schimmelpenninck (1761-1825) in 1811 verheven tot comte de l'Empire. Zijn zoon Gerrit Schimmelpenninck (1794-1863) werd bij KB in 1834 verheven in de Nederlandse adel en hem werd verleend de titel van graaf (bij eerstgeboorte). Aan een van de zonen van de laatste, namelijk aan Rutger Jan Schimmelpenninck van Nijenhuis (1821-1893) werd de titel van graaf op allen verleend bij KB in 1874. Zijn broers en hun nageslacht behielden het predicaat van jonkheer en jonkvrouw.

## Enkele telgen

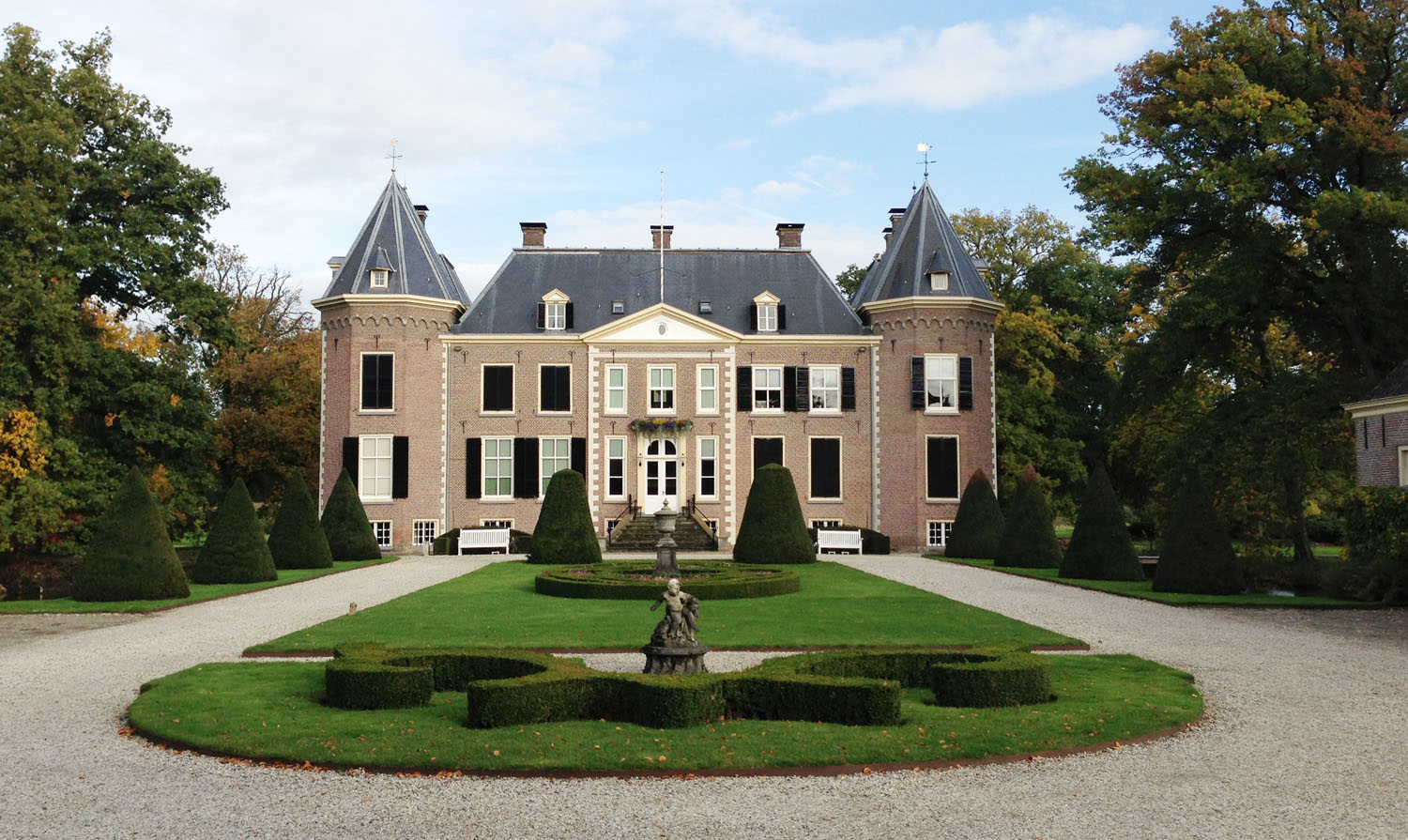
Huis Nijenhuis bij Diepenheim

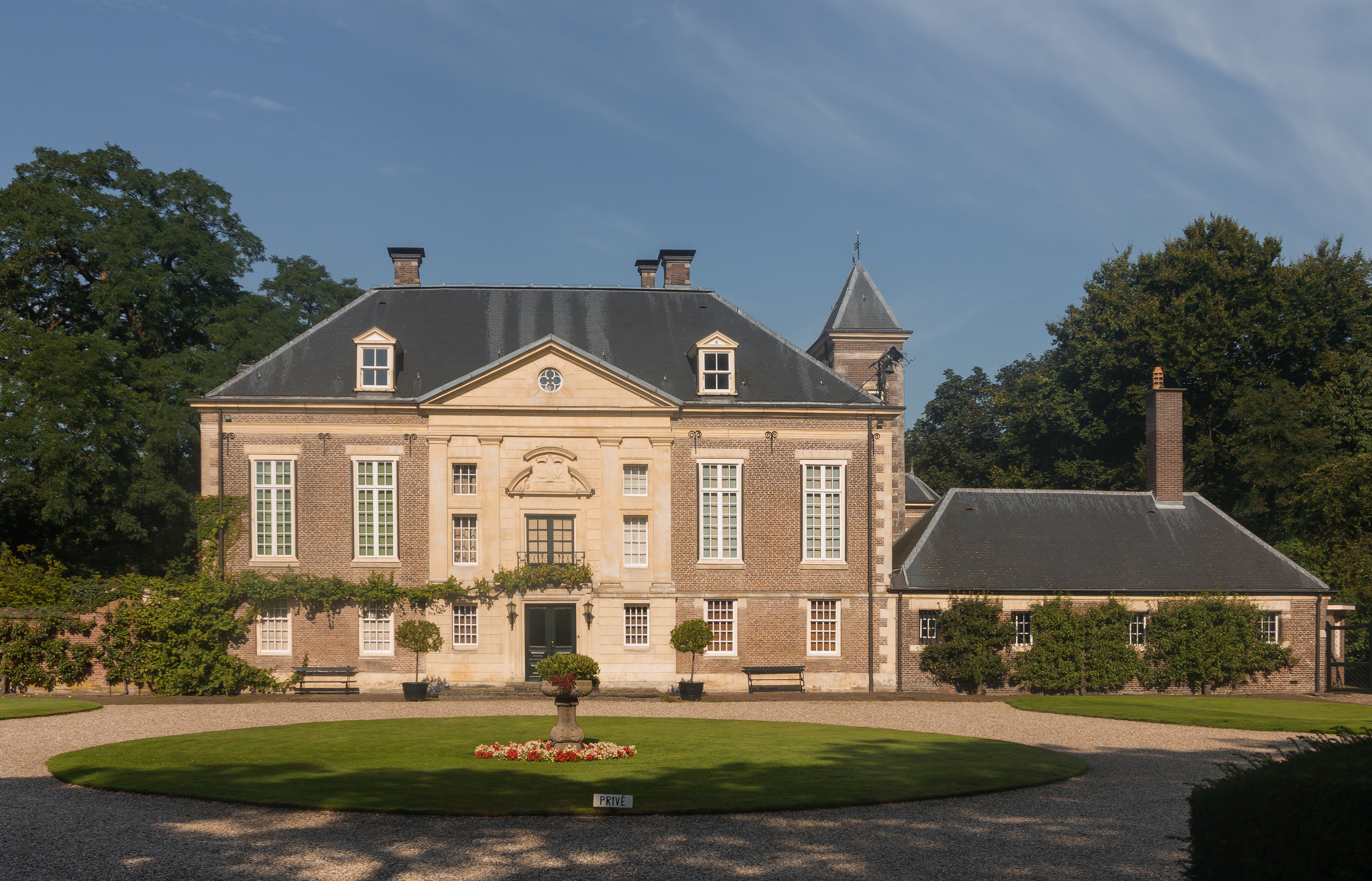
Huis Diepenheim

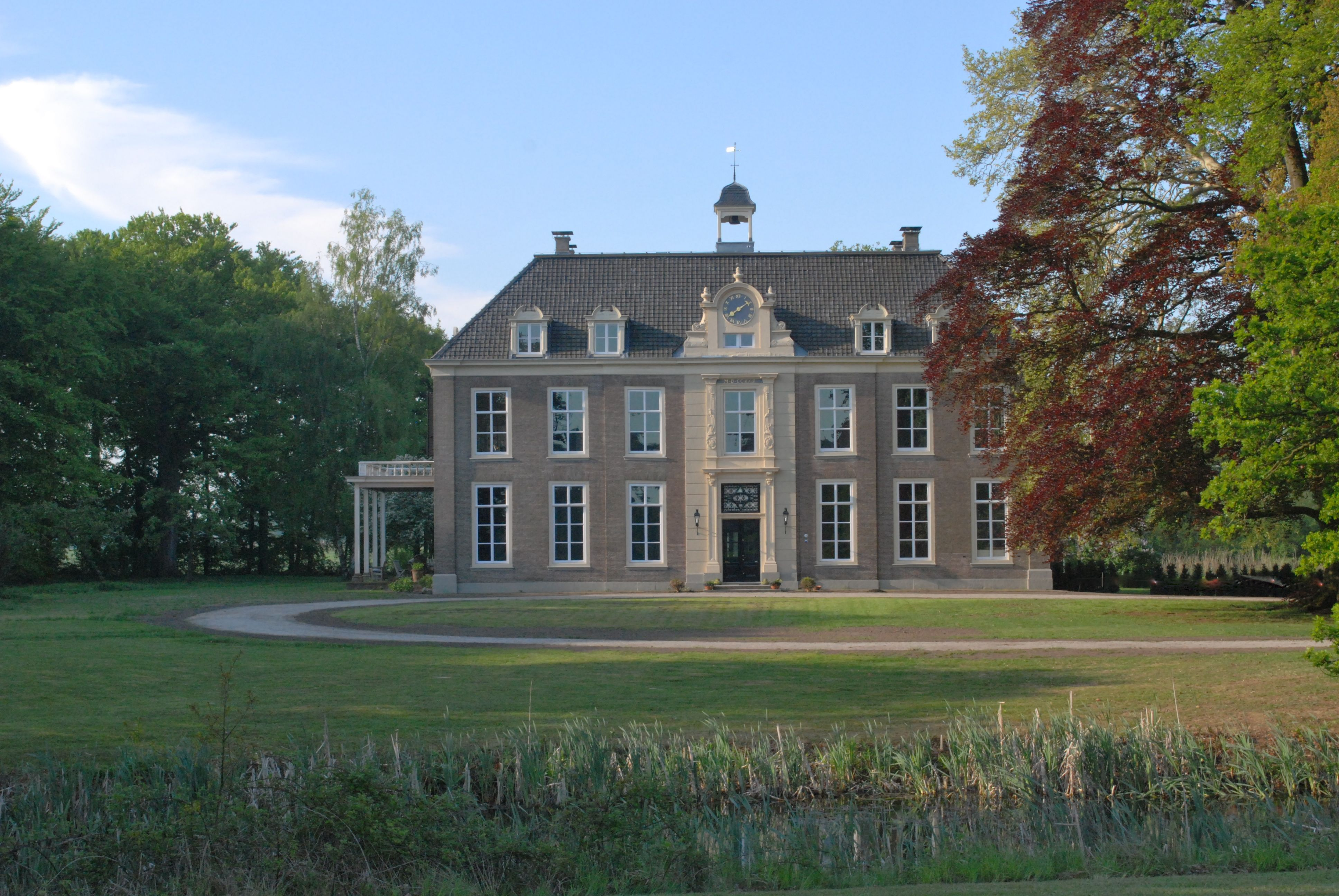
Voorzijde van het Westerflier

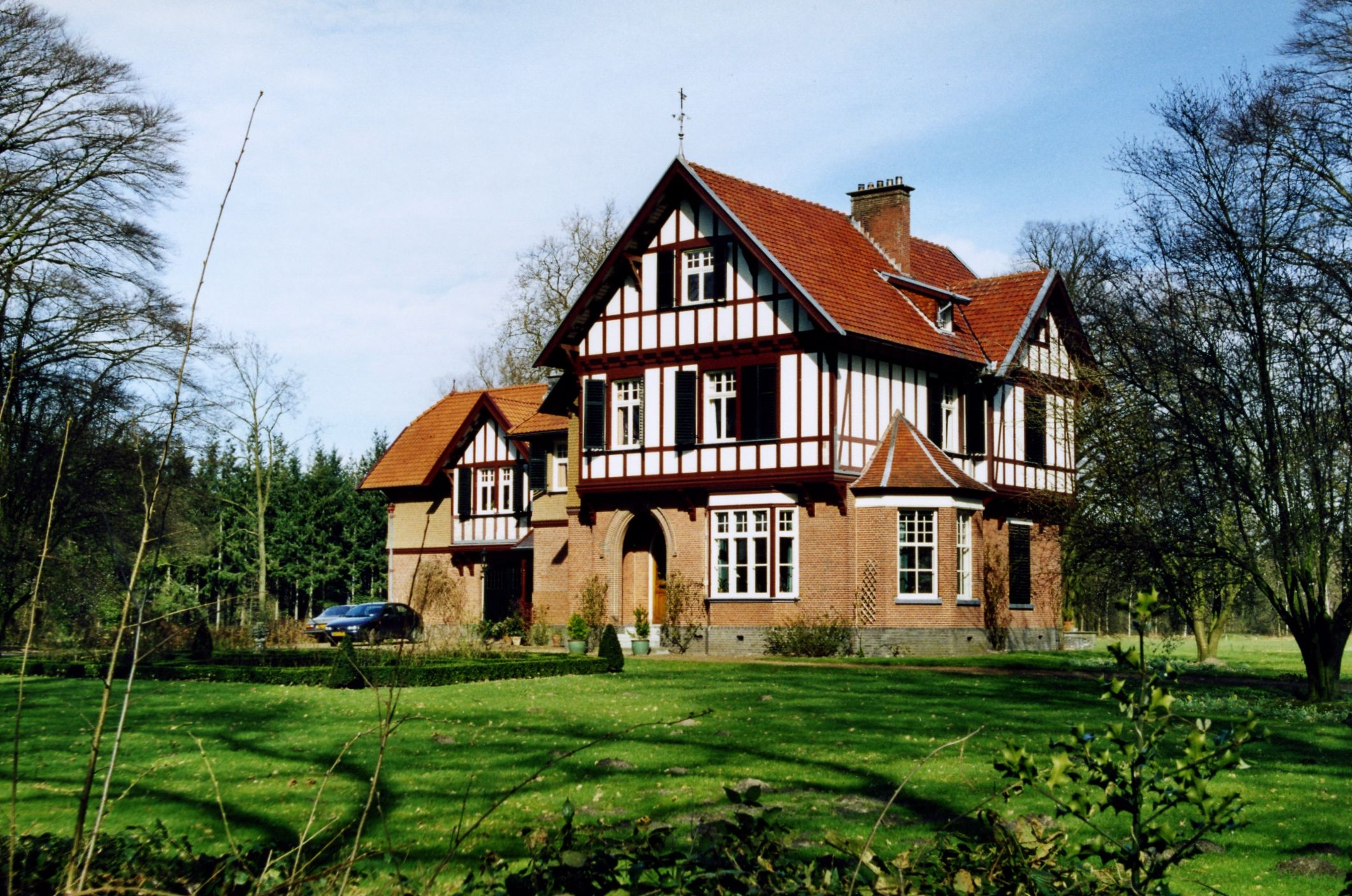
Huis Peckedam

- Gerrit Schimmelpenninck (1725-1804), wijnhandelaar
  - Rutger Jan Schimmelpenninck, heer van Nijenhuis, Peckedam en Gellicum (1761-1825), ambassadeur en raadpensionaris
    - Gerrit graaf Schimmelpenninck, heer van Nijenhuis en Peckedam (1794-1863), minister, voorzitter van de ministerraad
      - Mr. Rutger Jan graaf Schimmelpenninck, heer van Nijenhuis, Peckedam en Westerflier (1821-1893), minister
        - Mr. Gerard Johan Philip graaf Schimmelpenninck (1851-1929), officier van justitie, kamerheer i.b.d. van koningin Wilhelmina
          - Louise gravin Schimmelpenninck (1880-1975); trouwde in 1901 met Age Johan Looxma van Welderen baron Rengers (1875-1947), burgemeester, dijkgraaf en kamerheer i.b.d. van koningin Wilhelmina

        - Mr. Francis David graaf Schimmelpenninck (1854-1924), burgemeester van Amersfoort en commissaris van de Koningin, kamerheer i.b.d. van koningin Wilhelmina
          - Aletta Cornelia Anna gravin Schimmelpenninck (1885-1913); trouwde in 1911 met jhr. dr. Alfred Boreel, heer van Hogelanden, 12e Baronet (1883-1964), burgemeester
          - Reiniera Adriana gravin Schimmelpenninck (1897-1957); trouwde in 1919 met jhr. dr. Alfred Boreel, heer van Hogelanden, 12e Baronet (1883-1964), burgemeester

        - Rutger Jan Schimmelpenninck (1855-1935), luitenant-generaal, adjudant i.b.d. van koningin Wilhelmina
        - Johanna Philippina Frédérique Caroline Constantia gravin Schimmelpenninck (1857-1932); trouwde in 1887 met jhr. mr. Herman van der Wyck (1844-1909), lid Raad van State
        - Lodewijk Hieronymus Schimmelpenninck, heer van Nijenhuis en Peckedam (1858-1942), rentmeester kroondomein
          - Rutger Jan Eugen Schimmelpenninck, heer van Nijenhuis en Peckedam (1892-1945), reserve-ritmeester
            - Mr. Lodewijk Herbert Schimmelpenninck, heer van Nijenhuis en Peckedam (1921-2009), president van de rechtbank, laatstelijk te Haarlem
              - Mr. Rutger Jan graaf Schimmelpenninck (1949), advocaat en curator, sinds het overlijden van zijn vader chef de famille
                - Gerrit graaf Schimmelpenninck (1983), vermoedelijke opvolger als chef de famille

              - Ir. Albert Hieronymus graaf Schimmelpenninck (1951), van 1984 tot 2017 rentmeester kasteel Twickel
                - Mr. Sander Cornelis graaf Schimmelpenninck (1984), journalist, oud-hoofdredacteur Quote, ondernemer

        - Robert graaf Schimmelpenninck (1863-1942), burgemeester van Diepenheim
          - Johanna Arnolda Bernardina gravin Schimmelpenninck (1889-1971); trouwde in 1915 met Cornelis Schelte Sixma baron van Heemstra (1879-1942), ordonnansofficier, kamerheer d.d. bij en particulier secretaris van de koningin-moeder, kamerheer i.b.d. en particulier secretaris van koningin Wilhelmina
          - Gerrit graaf Schimmelpenninck (1897-1970), burgemeester

      - Jkvr. Catharina Philippina Adriana Hermanna Johanna Schimmelpenninck (1827-1916); trouwde in 1854 met mr. Willem Frederik baron van Doorn, heer van Westcapelle (1825-1893), opperhofmaarschalk

    - Jhr. Ernst Herman Frederik Adriaan Schimmelpenninck (1823-1882), kamerheer i.b.d. van de koning
      - Jhr. Gerrit Johan Anne Schimmelpenninck (1854-1929), burgemeester van Rhenen en lid van de Tweede Kamer
        - Jhr. Joan Schimmelpenninck (1887-1943), wijnhandelaar
        - Jkvr. Charlotte Marie Schimmelpenninck (1889-1965); trouwde in 1918 met Willem Brantsma (1886-1967), opperhoutvester en jagermeester van de koningin

      - Jkvr. Jeannette Catherine Philippine Adrienne Ernestine Schimmelpenninck (1857-1930); trouwde in 1886 met Hendrik Jacob baron van Doorn, heer van Westcapelle (1855-1934), stalmeester i.b.d. van koningin Wilhelmina
      - Jkvr. Catharina Jacoba Schimmelpenninck (1866-1949); trouwde in 1889 met Willem Louis Frederik Christiaan ridder van Rappard (1866-1957), diplomaat

    - Jhr. mr. Gerrit Johan Constantijn Schimmelpenninck, heer van Diepenheim (1825-1904), kamerheer i.b.d. van de koning, lid Gedeputeerde Staten van Overijssel
      - Jhr. Leopold Gerrit Schimmelpenninck, heer van Diepenheim (1866-1948)

    - Jhr. mr. Frederik Johan Constantijn Schimmelpenninck (1829-1906)
      - Jkvr. Johanna Wilhelmina Schimmelpenninck (1863-1922); trouwde in 1885 met ir. Frederik Leopold Samuël Frans baron van Tuyll van Serooskerken, heer van Zuylen, Westbroek en Sweserengh, Oud-Beyerland en Serooskerke (1858-1934), lid Provinciale Staten van Utrecht, burgemeester van Zuilen
      - Jkvr. Geraldine Jeannette Philippine Schimmelpenninck (1864-1939); trouwde in 1888 met mr. Clemens Haro Beels (1864-1927), burgemeester
      - Jhr. mr. dr. Albert Gerard Schimmelpenninck (1868-1956), diplomaat, intendant-thesaurier van koningin Emma, groot-officier en kamerheer i.b.d. van de koningin; trouwde in 1908 met jkvr. Anna Magdalena van Haersma de With (1877-1952), hofdame van koningin Wilhelmina
        - Jkvr. Emma Maria Schimmelpenninck (1911-1973); trouwde in 1933 met mr. Frans Steven Karel Jacob graaf van Randwijck (1904-1984), burgemeester
        - jhr. mr. Frederik Johan Constantijn Schimmelpenninck, heer van Nijenbeek (1918-1991), universeel erfgenaam van zijn oom jhr. dr. Jan Minnema van Haersma de With, heer van de beide Pollen en Nijenbeek (1878-1965), en daarmee eigenaar van de kunstcollectie-"De Poll"

  - Willem Schimmelpenninck (1765-1837), stamvader van de patriciaatstak
    - Gerrit Schimmelpenninck (1799-1855), wijnhandelaar
      - Gerrit Schimmelpenninck (1829-1873), consul van Baden
        - Mr. Gerrit Schimmelpenninck (1864-1950), burgemeester van Limmen en Wijhe

## Trivia
- Schimmelpenninck was tevens de naam van een voormalige sigarenfabriek in Wageningen en is nog steeds een sigarenmerk.

D'Aubremé † ·
Bentinck † ·
Van den Bosch ·
De Borchgrave d'Altena ·
Van Bylandt ·
Du Chastel de la Howarderie † ·
Van Gronsfeld Diepenbrock † ·
Dumonceau ·
Van der Duyn † ·
Festetics de Tolna ·
De Ficquelmont † ·
De Geloes ·
Van der Goltz † ·
Van Heerdt † ·
Van Heiden † ·
De Hochepied ·
Van Hoensbroeck ·
Van Hogendorp · 
Von Hompesch-Rürich † · 
De Larrey † ·
Van Limburg Stirum · 
Van Lynden ·
De Marchant et d'Ansembourg ·
Van Nassau la Lecq † ·
De Norman d'Audenhove ·
Von Oberndorff ·
Van Oranje-Nassau van Amsberg · 
De Perponcher Sedlnitsky ·
Von Quadt ·
Van Randwijck ·
Von Ranzow ·
Van Rechteren ·
Van Reede † ·
Van Renesse † · 
De Riquet de Caraman ·
Schimmelpenninck ·
Zu Stolberg-Stolberg ·
Van Wassenaer † ·
Wolff Metternich † ·
Van Zuylen van Nijevelt

Geslachten die tot de adel van het Koninkrijk der Nederlanden behoren of hebben behoord. Lijst volgens opgave van de Hoge Raad van Adel. †: Geslacht uitgestorven of titel vervallen.